# Ophichthus gomesii
Ophichthus gomesii är en fiskart som först beskrevs av Castelnau, 1855.  Ophichthus gomesii ingår i släktet Ophichthus och familjen Ophichthidae. Inga underarter finns listade i Catalogue of Life.